# Korandjé
Le korandjé (ou kwarandzyey, kwaranje, belbali, kwạṛa n dzyəy, البلبالية) est une langue songhaï parlée par les Belbalis en Algérie.

## Localisation
Le korandjé est parlé dans les villages de Kwara (Zaouïa), Ifrnyu (Cheraïa) et Yami (Mahkhlouf) autour de l'oasis de Tabelbala dans la wilaya de Béchar, à l'ouest de l'Algérie,,.

## Caractéristiques
Selon Lacroix, 40 % du vocabulaire korandjé est songhaï et 30 % provient de l’arabe et du berbère. Il existe de légères différences entre les parlers de Kwara et d'Ifrnyu.

## Utilisation
Le korandjé est en danger car la plupart des parents ne le parlent plus avec leurs enfants, préférant utiliser l’arabe. Il est néanmoins parlé par les habitants de souche de plus de 35 ans et par la majorité de ceux de plus de 15 ans, mais n’est pas enseigné et ne possède pas de littérature éditée, il est parfois utilisé à l'écrit pour des messages personnels. Même si certains de ses locuteurs le considèrent comme une part importante de leur culture, comme il ne sert que peu, même dans l'oasis, il est en général considéré comme un frein a l'enseignement.